# Juan Goytisolo
Juan Goytisolo Gay (ur. 6 stycznia 1931 w Barcelonie, zm. 4 czerwca 2017 w Marrakeszu) – hiszpański pisarz.

## Życiorys
Urodził się 6 stycznia 1931 w Barcelonie. Jego matka zginęła podczas bombardowania Barcelony w czasie wojny domowej, gdy miał on siedem lat. Studiował prawo, debiutował w pierwszej połowie lat 50. – pierwszą powieść Juegos de manos opublikował w 1954. W 1956 wyjechał z Hiszpanii i osiadł w Paryżu, gdzie pracował dla wydawnictwa Gallimard. Później mieszkał m.in. w Maroku, a w jego twórczości – dotychczas realistycznej – pojawiły się motywy arabskie.
Spora część jego twórczości została poświęcona rozliczeniu z okresem rządów Franco. Z tego względu przez ponad dekadę, od lat 60. do śmierci dyktatora, jego nowe książki nie były wydawane w Hiszpanii. W 1974 roku szukając podobnych sobie przypadków antykonformizmu w historii literatury hiszpańskiej wydał Obra inglesa (pol. „Dzieła angielskie”) José Maríi Blanco White’a docierając do hiszpańskiego czytelnika cudzymi słowami. Jest autorem m.in. dwóch trylogii powieściowych: El mañana efímero oraz cyklu z Álvaro Mendiolą w roli głównego bohatera. W Polsce ukazały się Znaki tożsamości (pierwszy tom trylogii z Mendiolą) oraz dwie inne książki Hiszpana.
Pisarzami są także jego dwaj bracia José Agustín i Luis.
W 2014 został laureatem Nagrody Cervantesa.

## Polskie przekłady
- Popołudnia trędowatych (Juegos de manos 1954)
- Znaki tożsamości (Señas de identidad 1966)
- Makbara (Makbara 1980)